# گردنه کتل چیسک
 گَردَنه کُتَل چیسک  در راه دهستان لمزان  از توابع   بخش مرکزی شهرستان خمیر در شهرستان خمیر در استان هرمزگان ایران واقع شده‌است.
در ۹ کیلومتری غرب لمزان گَردَنه‌ای است  خاکی باشیب ملایم که به نام  گَردَنه کُتَل چیسک  معروف است. این گَردَنه درجاده شوسه مِهران   به دهستان لمزان  واقع شده‌است.